# Rallye Portugal 1973
Die 7. Rallye Portugal war der dritte Lauf zur Rallye-Weltmeisterschaft 1973. Sie fand vom 13. bis zum 18. März in der Region von Estoril statt.

## Klassifikationen

### Endergebnis
| WRC |                      |                      |                          |         |                   |
| 1   | Jean-Luc Thérier     | Jacques Jaubert      | Alpine-Renault A110 1800 | 5:42:16 | 0:00:00           |
| 2   | Jean-Pierre Nicolas  | Michel Vial          | Alpine-Renault A110 1800 | 5:48:57 | 0:06:41           |
| 3   | Francisco Romãozinho | José Bernardo        | Citroën DS 21            | 6:07:48 | 0:25:32 0:18.51   |
| 4   | Luis Netto           | Manuel Coentro       | Fiat 124 Abarth Rallye   | 6:10:40 | 0:28:24 0:02:52   |
| 5   | Américo Nunes        | António Morais       | Porsche 911 Carrera RS   | 6:17:00 | 0:34:44 0:06:20   |
| 6   | António Borges       | António Lemos        | Alpine-Renault A110 1800 | 6:41:00 | 0:58:44 0:24:00   |
| 7   | Mêquêpê              | Jorge Amaral         | Opel 1904 SR             | 6:51:40 | 1:09:24 00:10:4 0 |
| 8   | António Martorell    | Augusto Roxo         | Opel 1904 SR             | 6:56:09 | 1:13:53 0:04:29   |
| 9   | Hans Britth          | Hans Reppling        | Ford Capri 2600          | 7:04:47 | 1:22:31 0:08:38   |
| 10  | Giovanni Salvi       | José Barbosa da Gama | Porsche 911 S            | 7:05:24 | 1:23:08 0:00:37   |

Insgesamt wurden 42 Fahrzeuge klassiert. 

### Herstellerwertung
| Pos. | Team           | Punkte |
| ---- | -------------- | ------ |
| 1    | Alpine Renault | 52     |
| 2    | Fiat           | 22     |
| 3    | Saab           | 20     |
| 4    | Lancia         | 13     |
| 5    | Citroën        | 12     |

Die Fahrer-Weltmeisterschaft wurde erst ab 1979 ausgeschrieben.